# Parathylactus dorsalis
Parathylactus dorsalis är en skalbaggsart som först beskrevs av Charles Joseph Gahan 1890.  Parathylactus dorsalis ingår i släktet Parathylactus och familjen långhorningar.
Artens utbredningsområde är Nepal. Inga underarter finns listade i Catalogue of Life.